# Irina Jliustava
Irina Jliustava (Bielorrusia, 25 de agosto de 1978) es una atleta bielorrusa especializada en la prueba de 4x400 m, en la que consiguió ser subcampeona mundial en pista cubierta en 2008.

## Carrera deportiva
En el Campeonato Europeo de Atletismo en Pista Cubierta de 2002 ganó la medalla de oro en los relevos 4x400 metros, por delante de Polonia e Italia (bronce).
En el Campeonato Mundial de Atletismo en Pista Cubierta de 2008 ganó la medalla de plata en los relevos de 4x400 metros, llegando a meta en un tiempo de 3:28.90 segundos, tras Rusia (oro) y por delante de Estados Unidos.